# Niqāb

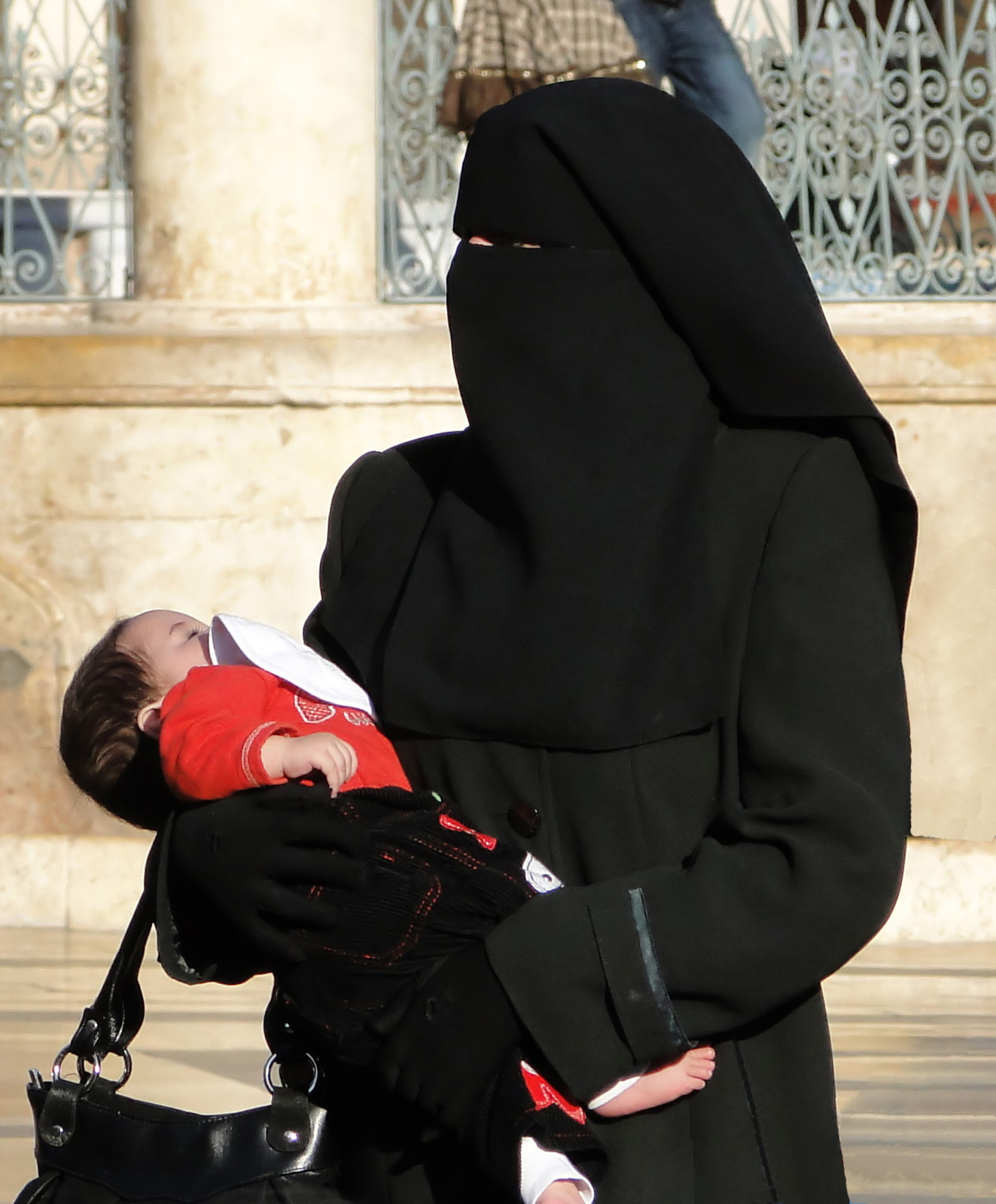
Người phụ nữ mặc niqab ở Syria

Niqab hoặc niqaab (/nɪˈkɑːb/; tiếng Ả Rập: نِقاب niqāb, "vải che [mặt]") là một loại vải trùm mặt , được một số phụ nữ Hồi giáo sử dụng. Các thuật ngữ niqab và burqa thường bị nhầm lẫn; niqab che mặt nhưng không che mắt, trong khi burqa che toàn bộ cơ thể từ đỉnh đầu xuống đất, chỉ có một tấm lưới che cho phép người mặc nhìn thấy trước mặt. Theo phần lớn các học giả Hồi giáo và các trường phái tư tưởng Hồi giáo, che mặt không phải là yêu cầu của Hồi giáo; tuy nhiên một số ít các học giả Hồi giáo, đặc biệt là trong phong trào Salafi Hồi giáo Sunni, phong trào này khẳng định rằng phụ nữ bắt buộc phải che mặt ở nơi công cộng. Những phụ nữ Hồi giáo mặc niqab ở những nơi mà họ có thể gặp phải những người đàn ông không có quan hệ huyết thống.
Khăn che mặt ban đầu là một phần trang phục của phụ nữ trong một số tầng lớp nhất định trong Đế quốc Đông La Mã và đã được du nhập vào văn hóa Hồi giáo trong Cuộc chinh phục Trung Đông của người Ả Rập. Về mặt văn hóa, trong thế giới hiện đại, đó là "một phong tục du nhập từ Najd, một vùng ở Ả Rập Saudi và là cơ sở quyền lực của phong trào Salafi hình thức chính thống của Hồi giáo. Trong các quốc gia Hồi giáo, nó đang bị phản đối và bị coi là lỗi thời."
Ngày nay, niqab thường được đeo nhiều nhất ở khu vực xuất xứ của nó: các quốc gia Ả Rập thuộc Bán đảo Ả Rập - Ả Rập Saudi, Yemen, Oman, và Các Tiểu vương quốc Ả Rập Thống nhất. Tuy nhiên, ngay cả ở những quốc gia này, niqab không phải là một phong tục văn hóa phổ biến và cũng không phải là văn hóa bắt buộc. Ở các khu vực khác của thế giới Hồi giáo bên ngoài Bán đảo Ả Rập, nơi niqab đã từ từ lan rộng nhưng ở một mức độ nhỏ hơn nhiều, nó được những người Hồi giáo Sunni và không Sunni coi là "biểu tượng của sự xâm lấn chủ nghĩa chính thống". Tuy nhiên, niqab còn được mặc bởi một bộ phận nhỏ người Hồi giáo không chỉ ở những vùng dân số chủ yếu là Hồi giáo như Somalia, Syria, Afghanistan, Pakistan, Bangladesh, lãnh thổ Palestine, mà còn ở những vùng mà người Hồi giáo chỉ là thiểu số như Ấn Độ và Châu Âu.

## Sử dụng thuật ngữ này bằng tiếng Ả Rập
Phụ nữ mặc niqab thường được gọi là niqābīah; từ này được sử dụng như một danh từ hoặc tính từ. Tuy nhiên, dạng đúng ngữ pháp hơn là منتقبة muntaqabah / muntaqibah (số nhiều muntaqabāt / muntaqibāt) nhưng niqābīah được sử dụng theo cách trìu mến hơn (giống như với ḥijābīah so với محجبة muḥajjabah). Phụ nữ mặc niqab còn được gọi là منقبة munaqqabah, với số nhiều là منقبات munaqqabāt.

## Hình sự hóa và các lệnh cấm
Niqab đang gây tranh cãi ở thế giới phương Tây. Cụ thể, tại Pháp, mặc dù họ không chỉ quy định riêng niqab, nhưng nó nằm trong phạm vi luật cấm mặc bất kỳ đồ tôn giáo nào (Cơ đốc giáo, Do Thái, Hồi giáo hoặc tôn giáo khác) trong các trường học của nhà nước (trường đại học không bị ảnh hưởng), và một lệnh cấm khác đối với khăn che mặt (bao gồm cả khẩu trang lễ hội và mũ bảo hiểm xe máy khi không đi xe máy).
Năm 2004, Quốc hội Pháp đã thông qua luật để quy định "việc đeo các biểu tượng thể hiện tín ngưỡng tôn giáo trong các cơ sở giáo dục công lập". Luật này cấm tất cả các biểu tượng thể hiện ra bên ngoài một niềm tin tôn giáo cụ thể và được áp dụng trong các trường công lập của Pháp.  Luật này được đề xuất vì Ủy ban Stasi, một ủy ban được cho là thực thi tính thế tục trong xã hội Pháp, buộc phải thường xuyên xử lý tranh chấp về khăn trùm đầu ở các trường công lập của Pháp, vì những người không theo đạo  không hiểu mục đích của khăn trùm và do đó cảm thấy khó chịu.
Mặc dù luật của Pháp cũng đề cập đến các biểu tượng tôn giáo khác - không chỉ khăn trùm đầu và khăn che mặt của người Hồi giáo - tranh luận quốc về tác động của nó đối với người Hồi giáo với dân số ngày càng tăng ở châu Âu, đặc biệt là ở Pháp, và sự gia tăng bài Hồi giáo.
Vào tháng 7 năm 2010, Quốc hội ở Pháp đã thông qua Loi Interdisant La Dissimulation Du Visage Dans L'espace Public, (Đạo luật cấm che giấu khuôn mặt trong không gian công cộng). Đạo luật này cấm mặc quần áo che mặt ở bất kỳ không gian công cộng nào. Người vi phạm lệnh cấm che mặt có thể bị phạt lên đến 150 euro và phải học lớp về luật công dân Pháp. Bất kỳ ai bị phát hiện ép một phụ nữ mặc đồ tôn giáo có thể bị phạt tù đến hai năm cũng như bị phạt 60.000 euro.
Tổng thống Pháp lúc bấy giờ, Nicolas Sarkozy đã công khai tuyên bố "Burqa không được chào đón ở Pháp vì nó đi ngược lại với các giá trị của chúng tôi và những lý tưởng mà chúng tôi có về phẩm giá của một người phụ nữ". Sarkozy giải thích thêm rằng chính phủ Pháp coi những ban hành này là một cách thành công để thu hút người Hồi giáo vào xã hội Pháp và thúc đẩy bình đẳng giới.
Vào tháng 10 năm 2018, Ủy ban Nhân quyền Liên hợp quốc tuyên bố rằng lệnh cấm của Pháp đã làm tổn hại một cách không cân đối quyền thể hiện niềm tin tôn giáo của phụ nữ và có thể có tác động "ép họ phải ở trong nhà, cản trở họ tiếp cận các dịch vụ công và cô lập họ."
Niqab hiện bị cấm hoàn toàn ở Áo, Thụy Sĩ, Đan Mạch, Luxembourg, Bỉ, Tajikistan, Pháp, Bulgaria, Tchad, Cameroon, Tunisia, Gabon, Morocco, Algeria, Uzbekistan, Latvia, Sri Lanka, Cộng hòa Congo và Hà Lan.